# Комеков, Хемаят
Хемаят Комеков (туркм. Hemaýat Kömekow; 3 мая 1991, Ашхабад) — туркменский футболист, защитник. Выступал за сборную Туркменистана.

## Биография
На клубном уровне выступал за ашхабадский МТТУ. Вместе с клубом становился победителем чемпионата Туркменистана (2009, 2013), серебряным (2008, 2011) и бронзовым (2012) призёром чемпионата, обладателем (2011) и финалистом (2008, 2012) Кубка страны, обладателем Суперкубка Туркменистана (2009, 2013). Принимал участие в азиатских клубных турнирах, в частности стал полуфиналистом Кубка президента АФК (2010).
В составе молодёжной сборной Туркменистана участвовал в Кубке Содружества 2013 года, сыграл 4 матча, также участвовал в отборочных играх чемпионата Азии U22 2013 года. В составе олимпийской сборной провёл 2 матча на Азиатских играх 2010 года.
В национальной сборной Туркменистана дебютировал 21 марта 2011 года в матче против Пакистана. Всего провёл за сборную два официальных матча, оба — в марте 2011 года. В 2012 году сыграл неофициальный матч за сборную против польского клуба «Легия» Варшава.